# Gabrielle Maubrie
Gabrielle Maubrie est une galeriste française, installée à Paris, et spécialisée dans l'art contemporain. Après un séjour à New York dans les années 1960, elle revient à Paris en 1971, crée une première galerie d'art en 1977 dans le sixième arrondissement, puis à partir de 1986 dans le quatrième. Elle a découvert et fait connaître de nombreux artistes.

## Biographie
Après avoir obtenu un diplôme de graphiste designer de l’école des arts graphiques de la rue Corvisart, elle part en 1961 aux États-Unis, à New York. Elle est engagée au magazine Esquire en tant que graphiste associée aux Directeurs artistiques Jean-Paul Goude et Jean Lagarrigue. 
Parallèlement à son activité de graphiste à Esquire Magazine, elle se lance dans l’art dramatique. Elle décroche en 1965 une bourse pour entrer à l’American Academy of Dramatic Arts de New-York. En plus de cette formation, elle suit des cours du soir de théâtre avec Bob Brady. En 1968, elle est figurante dans Faces de John Cassavetes. Pendant cette époque très créative à New York sur le plan des arts vivants, elle côtoie Andy Warhol. Elle fréquente assidûment le Museum of Modern Art de New-York. 
Elle quitte New-York et rentre en France en 1971, elle ouvre un studio de production de logos. De 1973 à 1976, elle assiste Robert Delpire dans ses activités de directeur d’agence de publicité, en tant qu’acheteuse d’art. Elle travaille également dans la galerie de Robert Delpire, rue de l’Abbaye, où elle organise notamment une exposition consacrée à Duane Michals.
En 1977, elle ouvre une galerie à Paris, 40, rue du Dragon, la galerie Au fond de la cour, qu’elle conçoit tout d’abord comme un lieu alternatif. Elle y expose des jeunes artistes  comme les plasticiens François Bouillon, Judith Bartolani, ou encore Anne Saussois. Parallèlement à son activité de galeriste, Gabrielle Maubrie continue d’exercer à mi-temps sa profession de graphiste en free-lance.
En septembre 1986, elle ouvre une galerie qui porte son nom au 24, rue Sainte-Croix-de-la-Bretonnerie. La plupart des artistes qu’elle choisit d’exposer n’ont pas exposé à Paris auparavant : Philippe Dagen qualifie Gabrielle Maubrie d'« une des dernières galeristes aventureuses de Paris ». Parmi les artistes révélés, on peut citer Antoni Muntadas, qui a réalisé le pavillon espagnol de la Biennale de Venise en 2005, qu'elle expose depuis le début et qu'elle représente en France, Dennis Adams, Krzysztof Wodiczko, qui a réalisé à la Biennale de Venise de 2009 le Pavillon polonais, Alfredo Jaar ou Dominique Gonzalez-Foerster qui y effectue sa première exposition en galerie. Elle collabore avec Ernest T, avec qui elle travaille pendant plus de 20 ans et expose les œuvres de Gordon Matta-Clark. En 1993, elle cofonde l'association Galeries Mode d'emploi, réunissant les galeries parisiennes les plus connues dans l'art contemporain. En 2006, elle fête les 20 ans de la galerie,.  
Elle présente environ 6 expositions par an et représente une douzaine d'artistes contemporains internationaux.

## Principales expositions rue Sainte-Croix de la Bretonnerie

### De 1986 à 1989
- 1987 : Antoni Muntadas, Génériques[4]
- 1987 : Andy Warhol, Photographies inédites[4],[9]
- 1988 : Alfredo Jaar, Paris nous appartient
- 1988 : Dennis Adams
- 1988 : Dominique Gonzalez-Foerster, Bienvenue à ce que vous croyez voir
- 1989 : Krzysztof Wodiczko, Projections[4]
- 1989 : Bientôt 3 ans (Dennis Adams, Alfredo Jaar, Tania Mouraud, Ernest T, Ian Wallace, Krzysztof Wodiczko)
- 1989 : Ian Wallace, l’atelier, la rue, le musée
- 1989 : Bill Brandt

### Les années 1990
- 1990 : Dominique Gonzalez-Foerster : Maria de Medeiros [10]
- 1990 : Robert Smithson, Dessins & Ardoises
- 1990 : Ernest T, Rétrospective
- 1990 : Dennis Adams - Trans Actions
- 1990 : Ian Wallace - Hommage à Mondrian
- 1991 : Alfredo Jaar - Terra non descoperta
- 1991 : Allen Ruppersberg, the myth of metaphor
- 1991 : Antoni Muntadas, Ville musée
- 1992 : Gordon Matta-Clark[7]
- 1993 : Portraits d’artistes (Pierre et Gilles, Brassai, Duane Michals, Bill Brandt, Hans Namuth, Weegee, Arnold Newman, Henri Cartier-Bresson, Robert Doisneau, Ugo Mulas)
- 1993 : Ian Wallace
- 1993 : Autour du livre (Richard Artschwager, Patrick Corillon, Erik Dietman, Ernest T, Allen Ruppersberg, Ian Wallace, Stephen Willats)
- 1994 : Allen Ruppersberg, Singles and Doubles
- 1994 : Stephen Willats, Nomades Urbains
- 1996 : Artistes Français de A à Z (Absalon, bieth, Claude Closky, Robert Filliou, Raymond Hains, IFP, Yves Klein, Ange Leccia, Marek, Aurélie Nemours, Jean-Michel Othoniel, Présence Panchounette, Jean-Jacques Rullier, Seton Smith, Patrick Tosani, Uriburu, Jean-Luc Vilmouth, Chen Zhen)
- 1996 : Dennis Adams, La maison de Joséphine Baker
- 1996 : Gordon Matta-Clark, Office Baroque
- 1998 : Au nom du sport (Philippe Bordas, Lynne Cohen, Closky, Edgerton, Jugnet et Clairet, André Kertesz, William Klein, Jacques-Henri Lartigue, Claude Lévêque, Liepzig, Gjon Mili, Munkacsi, Muntadas, Bill Owens, Riebicke, Leni Riefenstahl, Ritasse, Rivet, Alexandre Rodtchenko, Aaron Siskind, Ian Wallace, Weber, Joel-Peter Witkin)
- 1999 : Ernest T, Mauvaise presse[11]

### Les années 2000
- 2000 : Patty Chang
- 2000 : Gordon Matta-Clark - Dessins, photographies et tous les films[12]
- 2002 : Kasimir Sgorecki[13]
- 2002 : Leandro Erlich, double living
- 2003 : Patty Chang, Videos, photos, aquarelles
- 2003 : Didier Faustino[14]
- 2004 :Fight the Power (Dennis Adams, Claude Closky, Leandro Erlich, Didier Faustino, Joseph Havel, Horowitz, Nelson Leirner, Frédéric Lefever, Muntadas)
- 2004 : Dennis Adams, Make down[15]
- 2005 : Ralph Eugene Meatyard, Lucybelle Crater & Others[16],[17]
- 2006 : 20e anniversaire de la Galerie (Dennis Adams, Richard Artschwager, Lothar Baumgarten, Mark Lombardi, Antoni Muntadas, Allen Ruppersberg, Robert Smithson, Andy Warhol, Didier Faustino, Frédéric Lefever, Gordon Matta-Clark)[4],[7]
- 2006 : Krzysztof Wodiczko, Speaking Flames
- 2006 : Christoph Keller, The Mesmer Room
- 2006 : Patty Chang, Shangri-La
- 2007 : Artistes Français de A à Z (Saadane Afif, Olivier Babin, Mircea Cantor, Dewar & Gicquel, Didier Faustino, Loris Greaud, Koo Jeong A, Pierre Joseph, Frédéric Lefever, Ramuntcho Matta, Aurélie Nemours, Yazid Oulab, Bruno Perramant, Tixador & Poincheval, Anri Sala, Felice Varini, Chen Zhen)[18]
- 2007 : Dennis Adams - Smoke and mirrors
- 2007 : Didier Faustino - Symposium
- 2008 : Ernest T - Le retour[19]
- 2008 : Antoni Muntadas : Project
- 2008 : Des Coiffes, Décoiffent (Saâdane Afif, Olivier Babin, Virginie Barré, Patrick Van Caeckenberg, Claude Closky, Dewar & Gicquel, Mark Dion, Didier Faustino, Joseph Havel, Koo Jeong-A,  Nelson Leirner, Blue Noses, Bruno Peinado, Laurent Tixador, Ernest T., Joel Peter Witkin)[20]
- Hrafnkell Sigurdsson - Prints of body and light
- Patty Chang & David Kelley - flotsam, jetsam
- 2009 : Joseph Havel - L’étoffe du diable & Daniel Buren[21]
- 2009 : Œuvres essentielles (Sandra Vasquez de la Horra, André Cadere, Walid Raad, Robert Smithson, Dennis Adams, Antoni Muntadas, Gordon Matta-Clark, Patty Chang, Mark Lombardi, Nelson Leirner, Krzysztof  Wodiczko)[22]
- 2009 : Théo Mercier, Nature morte et enterrée

### Les années 2010
- 2010 : Dennis Adams, Deux promenades[23],[24]
- 2010 : Ernest T. - Peintures artistiques
- 2010 : Antoni Muntadas - Political Advertisement / la construction de la peur
- 2010 : Hrafnkell Sigurdsson,Dis-eruption[25]
- 2011 : Alex Maclean L’avenir du futur[26]
- 2011 : Krzysztof Wodiczko, Institut mondial pour l’abolition de la guerre[27]
- 2011 : Théo Mercier, Le musée des arts seconds
- 2012 : Patty Chang, Minor
- 2012 : A library as memory (Richard Artschwager, Joseph Havel, Leslie Hewitt, Nelson Leirner, Christian Marclay, Théo Mercier, Antoni Muntadas, Marco Rountree, Allen Ruppersberg, Ian Wallace, Richard Wentworth)[28]
- 2012 : Guillaume Bijl, Five historical hats & compositions
- 2013 : Théo Mercier, Hier ne meurt jamais [29]
- 2014 : Krzysztof Wodiczko, Blessures invisibles
- 2014 : Antoni Muntadas, Et avec ceci ?
- 2015 : Gilles Aillaud & Jurg Kreienbühl,  Quelques êtres vivants dans leur environnement quotidien [30]
- 2015 : Avi Mograbi, Relief et détails
- 2015 : Dennis Adams In the Red[31]
- 2016 : Charles Fréger, Bretonnes
- 2016 : Jurg Kreienbühl, Peintures 1952-1956[3],[32]
- 2016 : Alex MacLean, Finite World
- 2017 : Muntadas, Political Advertisement
- 2017 : Varujan Boghosian, Master Bricoleur
- 2017 : 30e anniversaire de la galerie (Louise Bourgeois, Man Ray, Yves Klein, Jean Dubuffet, Francis Picabia, Niki de Saint Phalle, Hans Bellmer, Claude Closky, Jacques Villeglé, Henri Michaux, André Masson, Claude Lévêque, Dewar & Gicquel, Eugène Leroy, Paul-Armand Gette, Françoise Petrovitch, Philippe Mayaux, Henri Chopin, Présence Panchounette, Theo Mercier, Ernest T, Gérard Gasiorowski, Gilles Aillaud, Robert Malaval, Olivier Babin, Ghérasim Luca, Jürg Kreienbühl, Marcel Bascoulard, Philippe Vuillemin, Jean-Marc Reiser)
- 2017 : Muntadas, Words,Words/ Projets/Propositions & Dérive Veneziane
- 2017 : Pablo Helguera,  A Door With No Means of Passage
- 2017 : Shit, it’s christmas again ! (Claude Closky, Erik Dietman, Frank David, Carlos Aires, Henry Miller, Gérard Gasiorowski, Ernest T, Nelson Leirner)
- 2018 : Lucas Simoes, White lies
- 2018 : Jurg Kreienbühl, Peintures, gravures, lithographies